# Pleopeltis mildbraedii
Pleopeltis mildbraedii là một loài dương xỉ trong họ Polypodiaceae. Loài này được Hieron. Pic. Serm. mô tả khoa học đầu tiên năm 1968.